# Canacucho
Canacucho är en ort i Mexiko.   Den ligger i kommunen Pátzcuaro och delstaten Michoacán de Ocampo, i den södra delen av landet, 250 km väster om huvudstaden Mexico City. Canacucho ligger 2 344 meter över havet och antalet invånare är 530.
Terrängen runt Canacucho är huvudsakligen kuperad, men österut är den bergig. Runt Canacucho är det ganska tätbefolkat, med 179 invånare per kvadratkilometer. Närmaste större samhälle är Pátzcuaro, 12,9 km väster om Canacucho. I omgivningarna runt Canacucho växer huvudsakligen savannskog.